# Bdelyrus bromeliatilis
Bdelyrus bromeliatilis là một loài bọ cánh cứng trong họ Bọ hung (Scarabaeidae).